# Русская пегая гончая
Русская пегая гончая, англо-русская гончая — порода охотничьих собак. Предназначена в первую очередь для стайной охоты на волков и других крупных зверей. В смычках или в одиночку используется для охоты на зайца, лисицу, шакала.

## История создания
Выведена скрещиванием аборигенных русских гончих с фоксхаундом. Приливая кровь фоксхаундов к местным популяциям курляндских, польских и русских гончих-арлекинов, улучшением русской гончей занимались многие охотники-заводчики, чтобы восстановить, как считалось, ослабленные рабочие качества. В конце XIX — начале XX веков в России имелось несколько хорошо известных, но разнородных стай англо-русских помесей гончих, которые известный гончатник Н. П. Кишенский в книге «Ружейная охота с гончими» назвал «мешаниной». Стая таких собак, сходных с фоксхаундом, подаренная Александру II калужским помещиком А. П. Березниковым, имелась в Гатчинской охоте. Англо-русские гончие С. М. Глебова показывали отличные рабочие качества, но от фоксхаунда сохранили только пегий окрас. Ярких трёхцветных гончих разводили и в Першинской охоте. Почти все эти собаки были утрачены за время Первой мировой войны и Октябрьской революции. Порода восстанавливалась в советское время на основе случайно сохранившихся небольших стай и отдельных собак невысокого качества.
Первый стандарт породы англо-русской гончей, подготовленный А. О. Эмке, представлен на 1-м Всесоюзном кинологическом съезде в 1925 году. Впоследствии стандарт несколько раз корректировался и пересматривался, в том числе в 1947 году утверждено новое название породы — русская пегая гончая..
В 1950-60-е годы в СССР имелись две волкогонных стаи пегих гончих: в Калининской госохотинспекции (ныне Тверская) и в Тульском обществе охотников. Пегих гончих разводили в нескольких общественных питомниках, в том числе в двух питомниках Совета «Динамо» и питомнике охотобщества Киевского военного округа.
В 1990—2000-х годах название породы стало предметом острой и продолжительной дискуссии в кругу кинологов и охотников.
Действующий стандарт русской пегой гончей утвержден РКФ в 2020 году.